# Chlorochaeta multigruma
Chlorochaeta multigruma är en fjärilsart som beskrevs av Louis Beethoven Prout 1920. Chlorochaeta multigruma ingår i släktet Chlorochaeta och familjen mätare. Inga underarter finns listade i Catalogue of Life.